# Hans Langerijs
Hans Langerijs (Blokker, 14 januari 1953) is een Nederlands voormalig wielrenner. 
Nadat Langerijs in 1975 Olympia's Tour had gewonnen en in 1977 de Ronde van Nedersaksen werd hij in 1978 prof bij de wielerploeg Jet Star Jeans. Hij startte in de Ronde van Frankrijk van 1980 waar hij in de dertiende etappe moest opgeven.

## Palmares
1975
Breezand
Eindklassement Olympia's Tour
1977
Eindklassement Ronde van Nedersaksen
1978
1e etappe Zes van Rijn en Gouwe
Eindklassement Zes van Rijn en Gouwe
1979
 Nederlands kampioenschap baanwielrennen, 50 km
4e etappe deel B Ronde van de Sarthe
Seuzach
Valkenswaard
Nottingham
1980
Hoorn
1983
Wetteren
Standdaarbuiten
Eindklassement Zes van Rijn en Gouwe
Thorn
1984
Fellbach
4e etappe Zes van Rijn en Gouwe

## Resultaten in voornaamste wedstrijden
| Jaar | Ronde van Italië | Ronde van Frankrijk | Ronde van Spanje |
| ---- | ---------------- | ------------------- | ---------------- |
| 1978 |                  |                     |                  |
| 1979 |                  |                     |                  |
| 1980 |                  | opgave              |                  |
| 1981 |                  |                     |                  |
| 1982 |                  |                     |                  |
| 1983 |                  |                     |                  |
| 1984 |                  |                     |                  |
| 1985 |                  |                     |                  |
| 1986 |                  |                     | opgave           |

| Jaar | Milaan-San Remo | Gent-Wevelgem | Ronde van Vlaanderen | Parijs-Roubaix | Amstel Gold Race | Luik-Bast.‑Luik |  | WK op de weg |
| ---- | --------------- | ------------- | -------------------- | -------------- | ---------------- | --------------- |  | ------------ |
| 1978 |                 |               |                      |                | 28e              | 33e             |  | opgave       |
| 1979 |                 |               |                      |                | 15e              |                 |  |              |
| 1980 | 58e             |               | 19e                  |                | 23e              |                 |  |              |
| 1981 |                 | 52e           |                      | 35e            |                  |                 |  |              |
| 1982 |                 | 11e           |                      |                | 37e              | 22e             |  |              |
| 1983 |                 | 39e           |                      |                | 29e              | 11e             |  |              |
| 1984 |                 | 45e           | 30e                  |                | 23e              | 40e             |  |              |
| 1985 |                 |               |                      |                |                  |                 |  |              |
| 1986 |                 |               |                      |                |                  |                 |  |              |